# Сент Џорџ (Јута)
Сент Џорџ (енгл. St. George) град је у америчкој савезној држави Јута.

## Демографија
По попису из 2010. године број становника је 72.897, што је 23.234 (46,8%) становника више него 2000. године.
| Група             | 2000.          | 2010.          |
| Белци             | 44.215 (89,0%) | 59.722 (81,9%) |
| Афроамериканци    | 120 (0,2%)     | 530 (0,7%)     |
| Азијати           | 282 (0,6%)     | 582 (0,8%)     |
| Хиспаноамериканци | 3.337 (6,7%)   | 9.302 (12,8%)  |
| Укупно            | 49.663         | 72.897         |